# 境沢孝
境沢 孝（さかいざわ たかし、1919年 - 2001年）は日本人のインテリアデザイナー・建築家。1950年に個人アトリエを開設。以後、主に飲食店のインテリアデザインと建築デザインを手がける。家具やオブジェなどの特徴的な造形要素を一見至って自由に配置しながらも機能性を損なうことのない巧みなプランニング、親しみやすいモティーフを主題とする軽妙で詩的なデザインは、高度経済成長期において店舗事業者から広く受け入れられ、数多くの作品が発表された。国内におけるインテリアデザイナーの社会的認知を高め、その活動の場を拡げるとともに、現在に至るインテリアデザインの主要なボキャブラリーをかたち作った人物のひとりである。

## 略歴
1919年、長崎県佐世保市に生まれる。1943年に日本大学工学部建築学科を卒業。1950年に個人アトリエを開設。晩年までフリーランスとしてインテリアデザインと建築デザインを手がけた。「マロニエ」（カフェ／東京都千代田区／1960）を皮切りに国内外のデザイン専門誌で数多くの作品を発表し、いち早くインテリアデザイナーの社会的認知を高める存在となった。初期の作品では建築総体の調和を重視し、構造と素材そのものの質感を生かした表現を用いたが、「キャラバン」（レストラン＆カフェ／東京都世田谷区／1967）前後からはポップアートの手法を取り入れたカラフルな作風となり、インテリアデザインにより表現の比重を置いた。さらに「ナレッジ」（カフェ／東京都八王子市／1968）以降は家具やオブジェを象徴的に用いる手法を導入し、「ともまつ」（カフェ／東京都八王子市／1970）や「アウトバック」（ジャズバー＆カフェ／東京都武蔵野市／1972）などのコンセプチュアルでインスタレーション性の強い作品を次々に発表。また、同時期に千葉邸（千葉真一所有／1970）、「チーズハウス」（1971）などの代表的な住宅作品も手掛けた。1979年には横山尚人（ガラス作家）、森豪男（家具・インテリアデザイナー）、岡山伸也（インテリアデザイナー）らとともにデザイングループ「ポエフォルム」を結成。1986年にかけて4度の展覧会を開催し、家具などの作品を発表している。その後展開された「モーツアルト」（カフェ／日比谷など各店）、「アップルキッス」（カフェ＆バー／東京都渋谷区／1983）などの軽やかで詩的な作風は、ポストモダンデザインを先導するものとなった。「畔居」（日本料理店／東京都中央区／1992）に見られる静謐な表現は、そのひとつの到達点と言える。2001年5月に死去。

## 主な作品
- 1957年 - ジロー（カフェ／東京都千代田区）
- 1960年 - マロニエ（カフェ／東京都千代田区）
- 1963年 - レモン画翠（画材店・カフェ／東京都千代田区）
- 1964年 - ナック（レストラン・カフェ／東京都渋谷区）
- 1964年 - ナカタニ（レストラン／東京都渋谷区）
- 1965年 - あすなろ（カフェ／群馬県高崎市）
- 1965年 - ジャルダン（カフェ／東京都新宿区）
- 1965年 - 畔居（日本料理店／東京都中央区）
- 1967年 - キャラバン（レストラン・カフェ／東京都世田谷区）＊テキスタイルデザイン：氏家嘉子
- 1968年 - ナレッジ（カフェ／東京都八王子市）
- 1969年 - ビバップ（ジャズカフェ・バー／東京都武蔵野市）
- 1969年 - バルコンソワ（レストラン・カフェ／東京都世田谷区）＊アクリル造形：横山尚人、テキスタイルデザイン：安東早苗、氏家嘉子

- 1970年 - ともまつ（カフェ／東京都八王子市）＊家具デザイン：岡山伸也
- 1970年 - レモン（カフェ／東京都千代田区）
- 1970年 - ピノチオ（カフェ／東京都千代田区）＊オブジェデザイン：横山尚人
- 1970年 - ジロー 両国店（カフェ／東京都墨田区）
- 1970年 - 千葉邸（住宅）＊フリーフォームチェアデザイン：内田繁
- 1971年 - ブルボン（カフェ／秋田県大曲市）＊照明器具デザイン：岡山伸也
- 1971年 - ブルボンZ（レストラン・クラブ／秋田県秋田市）＊岡山伸也との共作
- 1971年 - チーズハウス（住宅）
- 1971年 - ソワ2（レストラン・カフェ／神奈川県川崎市）＊内田デザイン事務所（内田繁ら）との共作
- 1972年 - 畔居 別館（日本料理店／東京都中央区）＊照明器具デザイン：粟辻博
- 1972年 - アウトバック（ジャズバー・カフェ／東京都武蔵野市）
- 1972年 - ドルチェ（クラブ／群馬県高崎市）＊横山尚人との共作
- 1973年 - まり（カフェ／東京都世田谷区）
- 1973年 - ジョエブルボン（レストラン／秋田県秋田市）
- 1973年 - サクソン（カレー店／東京都港区）
- 1974年 - カヌー（カフェ）＊協力：森豪男
- 1974年 - 高崎の家（住宅）
- 1976年 - ボンネタプ（カフェ／東京都渋谷区）
- 1976年 - オイスターハウス（住宅／東京都西東京市）
- 1977年 - ジロー 札幌日劇店（ピザ店／北海道札幌市）＊協力：ジローデザイン室
- 1977年 - ザ・カーニバル（レストラン／東京都新宿区）
- 1977年 - スリットシリーズ（テーブルウェア）
- 1978年 - 洋麺屋 五右衛門（スパゲッティー店／東京都渋谷区）
- 1978年 - 洋麺屋 五右衛門 池袋東口店（スパゲッティー店／東京都豊島区）
- 1979年 - ボルツ（カフェ＆カレー店／千葉県習志野市）
- 1980年 - モーツアルト 善福寺店（カフェ／東京都練馬区）
- 1980年 - レモン（カフェ／東京都千代田区）＊改装
- 1980年 - シャドーハウス（住宅／東京都世田谷区）
- 1981年 - ビッグアップル（ディスコ／東京都渋谷区）＊電飾協力：本沢和雄
- 1981年 - カフェテラス東洋（カフェ／東京都中央区）＊現・Cafeteria TOYO、改装（2001・2005）デザイン：境沢健次
- 1981年 - モーツアルト 日比谷店（カフェ／東京都千代田区）
- 1982年 - レストラン東洋（レストラン／東京都中央区）＊現・Brasserie TOYO、部分改装（2001・2003）デザイン：境沢健次
- 1982年 - アメリカンパイクラブ（カフェ・パイ店／神奈川県横浜市）
- 1983年 - 洋麺屋 五右衛門 横浜店（スパゲッティー店／神奈川県横浜市）
- 1983年 - アップルキッス（カフェ＆バー／東京都渋谷区）
- 1986年 - シェ・トミー（フランス料理店／東京都中央区）
- 1989年 - 花うさぎと兎夢庵（ドライブインレストラン／神奈川県川崎市）＊境沢健次との共作　ファイバーワーク：関谷和子
- 1991年 - ギャラリー・オレフォス・コスタボダ（ガラス器店／東京都港区）
- 1992年 - 畔居（日本料理店／東京都中央区）

## 主な展覧会
- 1972年 - VASE／断層（ギャラリーフジエ・東京都）＊境沢孝と横山尚人によるグループ展
- 1975年 - NEGATION of Form（キロニーインテリアイン・東京都）＊粟辻博，伊藤隆道，内田繁，岡山伸也，北原進，倉俣史朗，境沢孝，高見慧，本沢和雄，森豪男，横山尚人，葉祥栄によるグループ展／ランドスケープ（チェア），キャベージ（照明器具）を発表
- 1980年 - ポエフォルム展 第1回（東京都）＊境沢孝，横山尚人，岡山伸也，森豪男，村林寿美子，田子いずみによるグループ展
- 1981年 - ポエフォルム展 第2回（東京都）＊境沢孝，横山尚人，岡山伸也，森豪男，山本清によるグループ展
- 1982年 - ポエフォルム展 第3回（東京都）＊境沢孝，横山尚人，岡山伸也，森豪男によるグループ展
- 1986年 - ポエフォルム展 第4回（東京都）＊境沢孝，横山尚人，岡山伸也，森豪男，沖健次，渡辺妃佐子，境沢健次によるグループ展
- 1988年 - NAOTO YOKOYAMA + TAKASHI SAKAIZAWA（ギャラリー小柳・東京都）＊横山尚人と境沢孝によるグループ展
- 1988年 - KAGU Tokyo Designer's Week（AXISギャラリーなど・東京都）＊内田繁，倉俣史朗，梅田正徳，粟辻博＋杉本貴志，大橋晃朗，五十嵐威暢，飯島直樹，池上俊郎，川上元美，押野見邦英，境沢孝，藤江和子，伊坂重治，吉田保夫，川崎和男，鈴木エドワード，葉祥栄，伊東豊雄ら100人あまりのデザイナー，建築家によるグループ展

## 主な参考文献
- Japan Interior Design（インテリア）1975年12月号増刊（インテリア出版）＊記事：現代日本のインテリア・デザイン 1960-1975「デザイナー論 境沢孝 その転生の軌跡」文：東孝光
- SD 1986年5月号（鹿島出版会）＊特集：内部からの風景 日本のインテリアデザイン「インタビュー 内部からの風景3 境沢孝」聞き手：渡辺妃佐子
- Designers' vol.2（2009／日経BP）＊記事：「商環境デザインの源流｜境沢孝の軌跡」文：ラヴザライフ・ヤギタカシ＋勝野明美
- 商店建築デザイン選書 1 話題の喫茶店（1970／商店建築社）＊記事：「今日のデザインと'70年代の方向性」対談：境沢孝，竹山実，倉俣史朗，宮脇檀
- 商店建築デザイン選書 2 魅力ある外装の造形（1970／商店建築社）＊記事：「外装 - ある考え方」対談：境沢孝，内田繁，商店建築編集部